# Бибиков, Арсений Николаевич
Арсений Николаевич Бибиков (1873 — 1927) — русский писатель
 и актёр театра и немого кино, автор стихотворений и рассказов, печатавшихся в журналах «Юная Россия», «Наш журнал», участник литературного кружка «Среда» и Московского литературно-художественного кружка.

## Биография
Арсений Бибиков родился в богатой дворянской семье и с детства большую часть времени проводил в имении своих родителей Воргол. С 1910 года Бибиков начал выступать как актёр в театре и кино.
Арсений Бибиков был другом Ивана Бунина и стал мужем Варвары Пащенко, с которой у Бунина перед тем был продолжительный роман. Неожиданный уход Варвары 4 ноября 1894 года к Бибикову говорит о том, что она искала более обеспеченной жизни и фактически Бунина уже не любила. После отъезда Варвары из Полтавы одним из посредников в их переговорах в этой размолвке был полтавский знакомый Буниных Сергей Павлович Балабуха — бывший революционер-народник, который в то время был неофициальным членом редакционного комитета «Полтавских ведомостей».
Несмотря на глубокую драму, которую пережил Бунин из-за ухода Варвары, зла на Арсения Бибикова, по мнению В.Муромцевой-Буниной, у него не было. И когда Бибиковы с 1909 года зиму стали проводить в Москве, их общение с Буниным возобновилось, хотя с Варварой у Бунина установился чисто внешний официальный тон.
В конечном счете судьба Варвары не была счастливой. У Бибиковых родилась дочь Милица, музыкально одарённая, поступившая в консерваторию по классу рояля; в возрасте 13 лет она заболела туберкулёзом, и её отправили на лечение в Давос, в санаторий. Во время войны родителям предложили забрать девочку домой, но по дороге в Россию она скончалась.
Варвара Владимировна Пащенко-Бибикова умерла в Москве 1 [14] мая 1918 года, тоже от туберкулёза. От этой же болезни, ставшей таким образом роковой для всей семьи, умер в 1927 году и сам Арсений Николаевич Бибиков.
Личный архив Арсения Бибикова хранится в РГАЛИ.

## Фильмография 1912- Снохач
1. 1910 — Идиот — Генерал Епанчин
2. 1911 — На бойком месте
3. 1911 — Евгений Онегин
4. 1911 — Светит, да не греет
5. 1911 — Оборона Севастополя — Тотлебен
6. 1912 — Братья-разбойники
7. 1912 — Крестьянская доля
8. 1914 — Дитя большого города — Крамской
9. 1914 — Идеалы современной молодёжи
10. 1914 — Мазепа — король Ян Казимир
11. 1914 — Немецкое засилье
12. 1914 — Сестра милосердия
13. 1914 — Снегурочка
14. 1914 — Руслан и Людмила
15. 1915 — Дети века — Лебедев
16. 1915 — Достойный нации
17. 1915 — Жемчужное ожерелье
18. 1915 — Инвалиды духа
19. 1915 — Кумиры
20. 1915 — Леон Дрей
21. 1915 — Обожжённые крылья
22. 1915 — Песнь торжествующей любви
23. 1915 — Потоп
24. 1915 — Пробуждение
25. 1915 — Судьба не прощает удачи
26. 1916 — Миражи — Дымов, миллионер
27. 1916 — Жизнью смятые души
28. 1916 — Невеста студента Певцова
29. 1916 — Принцесса Грёза
30. 1917 — Сашка-наездник
31. 1918 — Иола
32. 1918 — Калиостро
33. 1918 — Мечта и жизнь
34. 1918 — Богатырь духа